# استوان بنا
استوان بنا (انگلیسی: Stevan Bena; ۲۳ اوت ۱۹۳۵ – ۵ مهٔ ۲۰۱۲) بازیکن فوتبال اهل یوگسلاوی بود.
از باشگاه‌هایی که در آن بازی کرده‌است می‌توان به باشگاه فوتبال وویوودینا، باشگاه فوتبال مونیخ ۱۸۶۰، و باشگاه فوتبال هانوفر ۹۶ اشاره کرد.
وی همچنین در تیم ملی فوتبال یوگسلاوی بازی کرده‌است.